# Turó de Castellruf
El Turó de Castellruf és un turó de 459 m que es troba al terme municipal de Santa Maria de Martorelles, a la comarca catalana del Vallès Oriental.

## Particularitats
Al turó hi ha les restes d'un dolmen, un poblat ibèric i les d'un castell del segle xi. És un indret molt transitat per excursionistes, que hi troben itineraris fàcils des de les poblacions que l'envolten.

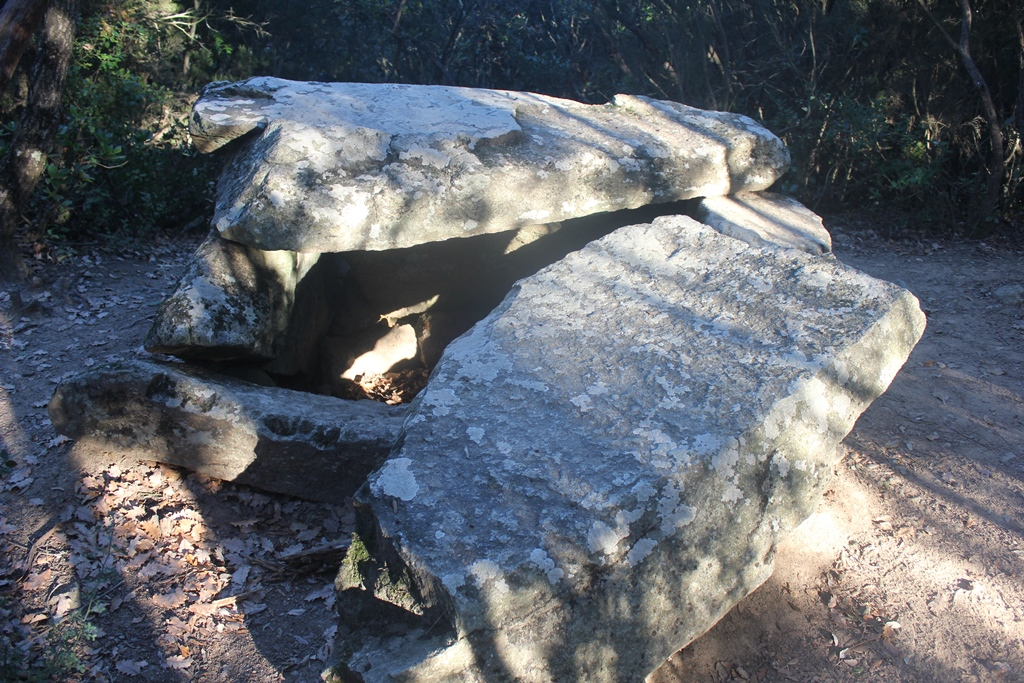
Dolmen de Castellruf

El dolmen de Castellruf és un megàlit que fa 1,60 m de llarg per 1,50 d'ample i 60 cm d'alçada. Al seu costat hi havia el menhir de Castellruf, que modernament s'ha traslladat a la plaça de Santa Maria de Martorelles.
El Poblat Ibèric del Turó de Castellruf és veí dels poblats ibèrics catalans del Turó de Montgat, del Puig Castellar i del Turó d'en Boscà. Sembla que es va començar a habitar en el període ibèric arcaic (es conserva una resta arqueològica del segle vii aC) i va ser abandonat o destruït a principis del segle ii aC, a partir del canvi de les condicions econòmiques i polítiques, i de les campanyes de Cató i dels seus seguidors. Algunes de les restes que s'han trobat en les excavacions es conserven al Museu de Granollers.
El Castell de Castellruf (castro vocitato Radolphi) és esmentat ja el 1060 en el Libri antiquitatis de la catedral de Barcelona. En l'actualitat només queden vestigis d'alguns murs, al costat de les ruïnes ibèriques. Originalment, aquest castell tenia la propietat del nucli de Santa Maria de Martorelles, mentre que en l'actualitat és a l'inrevés.